# Esteve de Besançon
Esteve de Besançon (1250, Besançon - 22 de novembre de 1294, Lucca, Itàlia) fou Mestre General de l'Orde de Predicadors. Va començar els estudis el 1273 i va obtenir el batxillerat el 1286. El 1288 va ensenyar a la facultat de teologia de la Universitat de París. Va ser provincial de la Província del Nord de França el 1291, abans de ser Mestre General de l'Orde el 1292. Esteve va intentar reformar l'orde per fer-lo tornar als seus valors fonamentals, però va morir poc després de ser escollit.